# 龙音寺
龙音寺是一座位于中华人民共和国上海市闵行区江川路街道闵东路1号的佛寺，近横泾河汇入黄浦江处。原名观音阁，传说始建于清朝乾隆年间，1995年于现址复建。

## 历史
传说乾隆年间，黄浦江上有观音像漂来，当地百姓于横泾东岸建观音阁供奉。1937年重建，改名为“龙音寺”。1995年，因闵行老街规划改造迁至现址，即河东小区内近黄浦江处。

## 建筑
寺内有三层重檐殿堂，底层设讲堂，二楼为大雄宝殿，三楼为藏经阁。
殿后有闵行区文物保护点亦庐旧址，现用作寺内僧尼住处。